# Гребеножко, Александр Александрович
Александр Александрович Гребеножко (укр. Олександр Олександрович Гребеножко; 4 ноября 1976, Киев — 2 апреля 2025) — украинский футболист. Сын футболиста Александра Гребеножко.

## Биография
Воспитанник ДЮСШ «Смена» Киев.
Начинал свою карьеру в клубе второй лиги «Оболонь».
В 1996 году перебрался в Бельгию в клуб второго дивизиона «Оверпельт».
Летом 1996 перешёл в мёнхенгладбахскую «Боруссию», где выступал украинец Андрей Воронин. Первые два года он отыграл во второй команде. Дебютировал в основе немецкого клуба только в сезоне 1999/2000, когда команда вылетела во Вторую Бундеслигу. После чего ему поступило предложение от клуба «Заксен» из Лейпцига, который в то время был единственной профессиональной командой третьего по величине города Германии, играл в Регионаллиге и благодаря финансовым вливаниям рассчитывал на повышение в классе. Клуб тренировал бывший главный тренер сборной Болгарии Христо Бонев, а Гребеножко провёл в сезоне 2000/01 19 матчей и забил один гол, получив одну жёлтую карточку. В 2001 году у спонсора клуба возникли финансовые проблемы, и команда не смогла оплатить взнос за участие в чемпионате. Пока оформляли документы, прошло время дозаявок и только через полгода Гребеножко вернулся на Родину в луцкую «Волынь».
В осенней части 12-го чемпионата Украины Гребеножко за луцкий клуб отметился четырьмя забитыми мячами в 13-ти поединках. Зимой 2003 года Гребеножко досрочно покинул расположение «Волыни» в Анталье и вернулся в Киев, так как по словам игрока у него закончился контракт. Но по мнению тренера «Волыни» Александр увлекался околофутбольными вещами — машинами, мобилками, компьютерами…. К тому же он искал новый клуб, будучи ещё игроком «Волыни». В Антальи «Волынь» проводила спарринг с «Тереком». После матча на нападающего вышли руководители команды из Грозного. Гребеножко подписал контракт с «Тереком».
В декабре 2003 года Гребеножко вернулся на Украину снова в «Оболонь». Далее играл в «Закарпатье», «Динамо» из Махачкалы. В 2007 году Гребеножко выступал в чемпионатах ОАЭ и Омана.
В 2008 году мог перейти в «Динамо» (Барнаул), однако оказался в минском «Локомотиве», где провёл 2 года.
После окончания футбольной карьеры работал детским футбольным тренером в Киеве.
Скончался 2 апреля 2025 года на 49-м году жизни.

## Достижения
- Победитель Первой лиги Украины: 2001/02
- Победитель Любительского чемпионата Украины: 1994/95